# Marcus Allbäck
Marcus Cristian Allbäck (Gotemburgo, 5 de Julho de 1973) é um ex-futebolista sueco que atuava como atacante.

## Carreira
Pela Seleção Sueca de Futebol particiou de duas copas, a Copa do Mundo de 2002 e a Copa do Mundo de 2006. Também atuou por três vezes na Eurocopa, em 2000, 2004 e a sua última em 2008.
Allbäck foi o autor do golo de número 2000 da história das copas, no jogo contra a Inglaterra em 2006, que terminou empatado em 2 a 2.